# Соколов, Борис Сергеевич
Бори́с Серге́евич Соколо́в (27 марта [9 апреля] 1914, Вышний Волочёк, Тверская губерния — 2 сентября 2013, Москва) — советский и российский учёный-геолог и палеонтолог, академик АН СССР (1968), Герой Социалистического Труда (1984), лауреат Ленинской премии (1967).

## Биография
Родился 9 апреля 1914 года в Вышнем Волочке Тверской губернии в семье сельского фельдшера Сергея Борисовича Соколова. Детство провёл в деревне Берёзка Вышневолоцкого района, и в Вышнем Волочке. После окончания школы работал в Ленинграде электромонтёром. В 1937 году с отличием закончил Ленинградский государственный университет. С 1936 года участвовал в геолого-съёмочных работах в Средней Азии. В 1937—1941 годах — ассистент кафедры палеонтологии ЛГУ.
Руководил экспедиционной группой в китайской провинции Синьцзян.
В 1941—1943 годах — начальник геологической партии Наркомцвета и Наркомнефти СССР, изучал Таримскую, Турфанскую и Джунгарскую депрессии в Китайском Тянь-Шане.
В 1943—1958 годах — старший геолог, старший научный сотрудник, заведующий лабораторией Всесоюзного нефтяного НИИ Наркомнефти СССР.
С 1945 года преподавал в ЛГУ.
Кандидат (1947), доктор (1955) геолого-минералогических наук.
В 1958 году избран членом-корреспондентом Академии наук СССР и возглавил отдел палеонтологии и стратиграфии в Институте геологии и геофизики Сибирского отделения АН СССР в Новосибирске, превратив его в один из ведущих мировых центров палеонтолого-стратиграфических исследований.
В 1961—1965 годах — профессор кафедры общей геологии, в 1965 году основал и до 1975 года возглавлял кафедру исторической геологии и палеонтологии Новосибирского государственного университета.
Исследовал проблемы, связанные с геологической историей биосферы и особенно её ранних этапов.
В 1968 году избран действительным членом АН СССР.
В 1976 году переехал в Москву.
В 1977—1992 годах заведовал лабораторией в Палеонтологическом институте.
Научные интересы были сосредоточены в двух направлениях:
1. Геология и палеонтология докембрия — основоположник палеонтологии докембрия, древнейшего этапа развития многоклеточной жизни на земле. Развил принципиально новую трактовку начального этапа развития Русской платформы, выделил новое стратиграфическое подразделение между кембрием и протерозоем — венд.
2. Классификация древних кораллов — впервые дал комплексный анализ палеозойских кораллов (табулятов, гелиолитидов, хететидов), их систематики, эволюции, филогении, стратиграфического и географического распространения, изменив представления об истории их развития.

Научно обосновал зональный принцип определения границ стратиграфических систем, самостоятельность ордовикской и силурийской систем, уточнил деление ордовикской, силурийской и девонской систем на отделы и ярусы. Под его руководством в 1960 году изданы 15 палеогеографических карт докембрия и раннего палеозоя Русской платформы масштаба 1:5 000 000.
Им впервые дана принципиально новая трактовка начального этапа развития Русской платформы и выделено новое стратиграфическое подразделение между кембрием и протерозоем — венд — как самостоятельная система в Общей стратиграфической шкале.
Основатель и главный редактор журнала «Стратиграфия. Геологическая корреляция». Член редколлегии журнала «Геология и геофизика». Заместитель главного редактора журнала «Основы палеонтологии».
В 1975—1990 годах — член Президиума Академии наук СССР, академик-секретарь Отделения геологии, геохимии и геофизики АН СССР. С 1990 года — советник Президиума АН СССР (РАН).
После смерти С. М. Никольского стал старейшим академиком РАН.
Скончался на 100-м году жизни, 2 сентября 2013 года в Москве, похоронен на Троекуровском кладбище.
Согласно завещанию Б. С. Соколова, частица его праха захоронена на кладбище в селе Берёзка, рядом с могилами его родителей, братьев и сестёр.
Дочь Ксения, училась у М. Д. Голубовского.

## Награды и премии
- 1947 — Медаль «За доблестный труд в Великой Отечественной войне 1941—1945 гг.»
- 1954 — Орден «Знак Почёта»
- 1961 — Орден Ленина
- 1967 — Орден Ленина и Ленинская премия
- 1972 — Золотая медаль имени А. П. Карпинского
- 1974 — Орден Трудового Красного Знамени
- 1975 — Орден Трудового Красного Знамени
- 1984 — Герой Социалистического Труда с вручением Ордена Ленина
- 1992 — Медаль Карла фон Бэра Президиума АН Эстонии
- 1992 — Премия имени Карпинского
- 1997 — Большая золотая медаль имени М. В. Ломоносова
- 1999 — Благодарность Президента Российской Федерации, за большой вклад в развитие отечественной науки, многолетний добросовестный труд и в связи с 275-летием Российской академии наук[7].
- 2003 — Премия Триумф

### Членство в организациях
- С 1975 — председатель, почётный председатель Межведомственного стратиграфического комитета (МСК);
- 1962—1973 — вице-президент, c 1974 года — президент и почётный член Палеонтологического общества СССР (России);
- 1972—1984 — вице-президент, президент Международной палеонтологической ассоциации;
- Действительный член Геологического общества Франции (1963);
- Почётный член-корреспондент Стокгольмского геологического общества (Швеция, 1969);
- Почётный член Горной академии РФ (1998).